# Шебунино (шахта)
Шебунино — угледобывающее предприятие (шахта) в селе Шебунино, Невельского района, Сахалинской области. Шахта входила в состав АО «Холмскуголь».

## История
Когда Южный Сахалин был во власти Японии, в поселении «Минами-Наёси» было обнаружено месторождение бурого угля. В тот период японцами основывается шахта на месте залежей угля и получает название «Шахта № 8/9». После передачи Южного Сахалина СССР Шахта № 8/9 получает название «Шебунино», в честь посёлка в котором она находилась, только в 1971 году. На шахте работало почти всё население бывшего посёлка. При шахте имелись другие рабочие места. После экономического кризиса шахта закрылась, а в 1996 году была ликвидирована.